# Cruz da Trindade
Cruz da Trindade (original:Trinity Cross) foi a mais alta honraria civil e militar outorgada em Trinidad e Tobago, entre 1969 e 2008. A condecoração, feita de ouro, era concedida por 'serviços excepcionais e distinguidos à Trinidad e Tobago'. Também era outorgada 'por galardia frente ao inimigo ou conduta galante'.
Tanto cidadãos trinitinos quanto estrangeiros podiam receber a comenda, mas não mais de cinco eram condecorados a cada ano. A cruz também era outorgada automaticamente ao presidente do país, por lei, pelo cargo ocupado. Criada e distribuída pela primeira vez em 1969, ela depois foi substituída pela Ordem da República de Trinidad e Tobago (O.R.T.T.) em 2008.

## Controvérsias
Desde sua criação, o nome da comenda foi criticado como sendo discriminatório pelos não-cristãos do país (por ser a cruz um símbolo cristão) e pelos tobagos, habitantes da segunda maior ilha que compõe a nação, já que 'Trinity' - seu nome original - é o nome em inglês para 'Trinidad' (pt:Trindade), a outra ilha.
Em 1972, o primeiro-ministro Eric Williams superou os temores do relutante presidente do Senado, Dr. Wahid Ali, um muçulmano, em utilizar a medalha. Ali aceitou-a apenas após a promessa do ministro em mudar seu nome no futuro. Em 1973, o arcebispo católico Anthony Pantin declinou de gravar um depoimento pela mudança do nome, mas confessou que não tinha nenhum forte sentimento por um nome ou outro.
Em 1995, o Dharmacharya (líder espiritual dos hindus pertencente à Sanatan Dharma Maha Sabha, a maior organização hindu no Caribe) Pundit Krishna Maharaj, também recusou-se a ser condecorado com a Cruz da Trindade pelo primeiro-ministro Patrick Manning por seu trabalho social, com a alegação de que ela não respeitava uma verdadeira condecoração nacional, englobando todas as demonstrações religiosas existentes em Trinidad e Tobago.
Em 1997, uma comissão do gabinete do governo trinitino foi designada para estudar o caso da comenda. Ela foi presidida pelo Chefe de Justiça, Michael de la Bastide, com recomendações de se consultar o povo sobre o assunto e que a sugestão do nome Ordem de Trinidad e Tobago em vez de Cruz da Trindade, por causa do símbolo cristão, fosse colocado nas discussões, naquela sociedade multi-religiosa.
Em junho de 2005, um moção constitucional foi apresentada ante a Alta Corte de San Fernando, por Satnarayan Maharaj, secretário-geral da Sanatan Dharma Maha Sabha e Inshan Ishmael, presidente do Islamic Relief Centre em Port of Spain. Os reclamantes arguiam sobre a constitucionalidade da Trinity Cross, por a considerarem uma comenda discriminatória, já que, ao usar o símbolo cristão, não seria aceitável por adeptos de outras religiões no país, fazendo com que estes, muitos merecedores da comenda, fossem alijados de serem honrados por ela, que deveria ser irrestrita a todos os trinitinos.
Em maio de 2006, o Jemadar da Justiça e ministro plebisteriano, publicou um decisão jurídica oficial de que "a Trinity Cross, a maior comenda nacional, é um símbolo eminentemente cristão e, como tal, discrimina uma sociedade multi-religiosa". Mesmo achando a comenda discriminatória, o chefe da Justiça declarou que não cabia ao Judiciário extingui-la, já que, por estar protegida pela constituição de 1976, apenas o Parlamento tinha poderes para tal.
No mês seguinte, o primeiro-ministro Manning, em discurso no Parlamento, disse que a Trinity Cross iria passar à História e que os arranjos para as condecorações daquele ano seriam feitos em bases mais aceitáveis. Além disso, ele declarou que uma comissão do Ministério, liderada pela professora de história da Universidade das Índias Ocidentais Bridget Brereton, estava revendo todos os aspectos da mais alta comenda da nação e que também foi formada para observar que outros símbolos nacionais poderiam ser considerados discriminatórios.
Estes estudos e procedimentos levaram à criação da Ordem da República de Trinidad e Tobago, que a partir de 2008 passou a ser outorgada no lugar da Cruz da Trindade.